# 1859 год в театре
1859 год в театре

## Яркие постановки
- драма «Шормишто» (по сюжету из первой части Махабхараты; Театр «Белгачхия») и комедия «И это цивилизация?!» (Театр «Шобхабаджар») бенгальского драматурга Модхушудона Дотто
- «Малыш Маскариля» Анри Мельяка (Театр «Жимназ», Париж)

### В России
- 29 ноября — «Гроза» А. Н. Островского в Малом театре (бенефис С. В. Васильева[1]; Дикой — П. М. Садовский, Борис — Чернышёв, Черкасов, Кабаниха — Н. В. Рыкалова, Тихон — С. В. Васильев, Катерина — Л. П. Никулина-Косицкая, Варвара — Бороздина 1-я, Кулигин — В. В. Дмитревский, Кудряш — В. Ленский, Феклуша — Акимова). 2 декабря — в Александринском театре (бенефис Линской; Дикой — Ф. А. Бурдин, Борис — Степанов, Кабаниха — Ю. Н. Линская, Тихон — А. Е. Мартынов, Катерина — Ф. А. Снеткова 3-я, Варвара — Е. М. Левкеева, Кулигин — П. И. Зубров, Кудряш — И. Ф. Горбунов, Феклуша — П. К. Громова).
- «Сводник» Патканяна
- водевиль «Любовный напиток» А. Н. Баженова.

## Музыкальный театр
- «Бал-маскарад» Дж. Верди на либретто А. Соммы по пьесе Эжена Скриба (Театр «Аполло», Рим)
- «Русалка» А. С. Даргомыжского
- «Геркуланум»[англ.] Ф. Давида («Гранд-Опера», Париж)
- 19 марта — «Фауст» Шарля Гуно в Театре «Лирик» (Париж).

## Знаменательные события
- В Москве основан армянский студенческий театр. Представлен водевиль «Пропали мои пятьдесят червонцев» одного из основателей театра Николайоса Аладатяна и историческая трагедия Саркиса Мирзы Ванандеци «Аристакес» (написана на новом армянском литературном языке, ашхарабаре; авторское название — «Нерсес Великий…»).
- Итальянский актёр Луиджи Белотти-Бон создаёт свою труппу.
- Любительская постановка пьесы А. Н. Островского «Бедность не порок» в г. Уральске (при участии актёров из Оренбурга и Саратова) стала началом жизни старейшего театра Казахстана — 3ападно-Казахстанский межобластной уральский театр русской драмы им. А. Н. Островского.
- Перестроен Михайловский театр (по проекту А. К. Кавоса).
- Построено здание Мариинского театра (на месте сгоревшего театра-цирка; архитектор А. К. Кавос).
- В Мехико открыт театр «Идальго» (назывался также «Де ла эсмеральда», «Де ла фама»).
- В Милан открыт театр «Фоссати» (ставились спектакли на миланском диалекте; в 1903 году поставлены «Мещане» и «На дне» М. Горького, в 1920-е гг. — «Гроза» А. Н. Островского).
- В Париже открыт театр оперетты «Театр Дежазе».
- тифлисском «Домашнем театре» (1859—1861)
- В Рио-де-Жанейро театр «Алкасар»
- Г. Мартин становится центром словацкой театральной жизни.
- Английская актриса Эллен Терри покинула Театр «Принсесс» и начала гастрольный тур.

### Родились
- 11 (23) февраля — армянский актёр Геворк Петросян.
- 18 февраля (2 марта) — еврейский писатель и драматург Шолом-Алейхем.
- 28 марта — французский писатель и драматург Жозеф Пеладан.
- 15 мая — украинский актёр Панас (Афанасий) Карпович Саксаганский (Тобилевич).
- 11 июля — словенский актёр, режиссёр и драматург Игнаций Боршник
- 15 июля — польский актёр и педагог Мечислав Френкель.
- 16 июля — русская актриса М. М. Блюменталь-Тамарина
- 28 июля (9 августа) — армянский и грузинский актёр Гедеон Васильевич Гедеванов (Мирагян).
- 4 августа — норвежский писатель и драматург К. Гамсун
- 28 августа — румынская актриса Агата Бырсеску
- 15 ноября — норвежский театральный деятель Бьёрн Бьёрнсон
- русский режиссёр и актёр Александр Эдуардович Блюменталь-Тамарин
- русский цирковой артист-клоун Сергей Сергеевич Алперов.
- английский режиссёр и актёр Даион Бусико
- русская актриса и театральный педагог Александра Яковлевна Глама-Мещерская (урожд. Барышева)
- нидерландский драматург В. Клос
- русская актриса и антрепренёр Елизавета Николаевна Горева
- грузинская актриса Н. М. Габуния
- русский актёр и антрепренёр Пётр Петрович Медведев
- итальянский актёр Густаво Сальвини, сын Т. Сальвини
- русская советская актриса Александра Владимировна Токарева.
- японский драматург и театральный деятель Цубоути Сёё.

### Скончались
- 23 февраля — польский поэт и драматург Зыгмунт Красиньский
- 13 марта — японский актёр театра Кабуки Итикава Дандзюро[англ.] VII
- 30 апреля (12 мая) — русский писатель и театральный критик С. Т. Аксаков
- 25 мая (6 июня) — русская актриса Александра Дмитриевна Каратыгина (урожд. Полыгалова, по сцене до замужества — Перлова)
- 15 сентября — чешский драматург Вацлав Климент Клицпера
- 19/20 сентября — австрийский драматург Адольф Бейерле (Bauerle)
- русская актриса Елизавета (Лизавета) Агафоновна Трусова.

## Драматургия и литература
- В «Библиотеке для чтения» опубликована пьеса А. Н. Островского «Воспитанница», написанная в 1858 году и разрешённая к представлению только в 1862 году.
- драма А. Ф. Писемский «Горькая судьбина» (поставлена в 1863 году)
- Изданы наброски романтичкский трагедий А. С. Грибоедова «Грузинская ночь», «Родамист и Зенобия», «1812 год»
- «Оперение старого попугая» М. Дотто (поставлена в 1867 году)
- «Рашель и трагедия» французского критика Жюля Жанена
- Объединение петербургских ежемесячных журналов «Собрание театральных пиес, или Репертуар русской сцены» и «Драматический сборник» под ред. А. А. Григорьева. Выходили как приложение к журналу «Музыкальный и театральный вестник».
- «Театральные воспоминания» (СПб) драматурга Р. М. Зотова
- Заграничное издание пародийной трагедии И. А. Крылова «Подщипа» (издана в России в 1871 году).
- историческая драма «Псковитянка» Л. А. Мей. Постановка всей пьесы была разрешена цензурой в 1888 году.
- «Учебник декламации» (Manual de declamacion, Madrid) Хулиана Ромеа-и-Янгуаса.
- Речь драматурга Мануэля Тамайо-и-Бауса при вступлении в члены Испанской академии «Об истине как источнике красоты в драматической литературе».